# Happy Sad
| Recensione     | Giudizio       |
| -------------- | -------------- |
| AllMusic       | [ 1 ]          |
| OndaRock       | Pietra miliare |
| Piero Scaruffi | [ 3 ]          |

Happy Sad è il terzo album del cantautore statunitense Tim Buckley, pubblicato nel giugno del 1969 dalla Elektra Records.

## Il disco
Con questo disco, Buckley entrò in una fase di sperimentazione musicale, influenzato soprattutto dal free jazz e dal rock psichedelico, continuata negli album successivi Lorca e Starsailor. I brani sono estremamente dilatati, imbastiti su poche progressioni d'accordi e sugli esperimenti vocali di Buckley.

## Tracce
Lato A
Testi e musiche di Tim Buckley.
1. Strange Feelin' – 7:49
2. Buzzin' Fly – 6:00
3. Love from Room 109 at the Islander (On Pacific Coast Highway) – 10:47

Durata totale: 24:36
Lato B
Testi e musiche di Tim Buckley.
1. Dream Letter – 5:10
2. Gypsy Woman – 12:19
3. Sing a Song for You – 2:36

Durata totale: 20:05

## Formazione
- Tim Buckley – voce, chitarra, chitarra a 12 corde
- Lee Underwood – chitarra solista
- John Miller – basso acustico
- Carter C.C. Collins – congas
- David Friedman – vibrafono, marimba
- Bruce Botnick - tecnico del suono
- Jac Holzman - supervisione alla produzione